# Molí de la Vila
El Molí de la Vila és un molí hidràulic al nucli urbà de la població de Maçanet de Cabrenys (l'Alt Empordà), a la banda de ponent del nucli antic, al carrer de la pujada de can Barris, tocant la riera de Fraussa.

## Arquitectura
Edifici aïllat de grans dimensions i plana irregular format per dos cossos adossats disposats a diferent nivell. El volum principal, a la banda de migdia de la construcció, és de planta rectangular, amb la coberta de teula de dos vessants i distribuït en planta baixa i dos pisos. La façana més destacable és la de migdia, donat que conserva el cacau del molí a la part inferior del parament. Es tracta de dues voltes de mig punt bastides en pedra desbastada que presenten un contrafort central de reforç. Damunt del cacau hi ha tres petites finestres rectangulars bastides en pedra desbastada i un portal de mig punt adovellat actualment tapiat. La resta d'obertures del parament són petites, rectangulars i amb els emmarcaments emblanquinats. Davant la façana hi ha les restes de la bassa i unes escales de pedra donen accés al cacau des de la banda de ponent de l'edifici. La façana de llevant presenta, al nivell superior, un finestral rectangular amb l'emmarcament emblanquinat que té sortida a un balcó exempt amb la llosana motllurada. Adossat a aquest parament hi ha un cos rectangular cobert per una terrassa al nivell del primer pis, des de la que s'accedeix a l'interior de l'edifici. Presenta, a la planta baixa, un portal d'arc rebaixat bastit en maons, amb els brancals fets de carreus de pedra ben desbastats. A l'interior es conserven les voltes de canó i pedruscall del cacau i els paraments bastits en pedra desbastada disposada en filades regulars.
La construcció presenta els paraments exteriors arrebossats i emblanquinats.

## Història
Conegut actualment com a Can Barris del Pont, era antigament conegut amb el nom del “molí del castell”. Es tenen notícies ja al 1271 en diferent documentació de la catedral de Girona on es registra que el molí pagava anualment un mitgera de civada i 18 diners comtals. El topònim esmentat de molí del castell es arran de la compra de la senyoria del castell de Maçanet de Beatriu de Cabrenys a Simó de Cabrera, vers el 1330. Posteriorment, al 1340, la baronessa Beatriu l'arrenda a Bernat Llampaies.
Vers el 1469 fou confiscat temporalment pel Rei Joan II a Dalmau de Cabrenys. L'any 1560 es documenta que a sobre el molí hi presentava un colomer. Vers el 1626 es documenta un contracte d'arrendament de Felip Sorribas i Rovira, senyor del castell de Maçanet a Simó Olivet i Damià Tarrauba.
«Felip de Sorribas i Rovira, donzell, domiciliat a Barcelona, senyor del castell de Massanet de Cabrenys, arrendo per espai de tres anys a vosaltres, Simó Olivet i Damià Tarrauba de la vila, tot aquell molí de dit castell de Maçanet amb tots els seus aparells, dues aixades i un perpal. Amb els pactes següents:
- Primerament, que dits Olivet i Tarrauba, hagen de sustentar tot lo dit temps de dit arrendament, lo dit moli i resclosa, a llurs propis gastos i despeses; i així be fer de nou tot lo que convindrà per obres de dit molí, sense que dit senyor Sorribas hi haje de fer cosa nova ni adops alguns, sinó que tot lo hagen de fer dits Olivet i Tarrauba, exceptat que si fos cas que la paret de la bassa de dit moli s'espatllava a foradava, de manera que s'hagués de menester per lo adob mestres de casa, en tal cas se haje d'adobar a costes de dit sr. Sorribas; i si estava espatllada a foradada de manera que lo moli hagués de deixar de moldre per lo tal rompiment mes de tres dies, que en tal cas lo arrendament de dit moli cessi de córrer.
- També que no cessi dit arrendament,lo temps que s'adobaran los forats que avui son en dita bassa, en cas que dits Olivet i Tarrauba vulguen adobar, per no esser adobs molt necessaris.
- També que lo dia que acabaran dit arrendament li hagen de deixar dit moli bo i molent, a coneguda de dos hòmens de la present vila per dit senyor Sorribas nomenadors.
- I així mateix, la resclosa de dit moli, deixant tancadas totas las comportas a recs així com las dels horts i prats; de manera que per dits recs no hi passi gens d'aigua ans be tota ha de discorra per lo rec de dit moli.
- I tot això, pel preu de 48, lliures barceloneses, per cada any, pagadores en dues iguals pagues, la primera el primer de març del 1627 i altra el primer de setembre del mateix any i els consecutius igualment. Fet a Maçanet el 15 d'agost del 1626. Testimonis, Simó Roger, rector dels Horts i Pere Clara bracer de Maçanet».

Tres anys després, acabat el contracte esmentat, es subarrendà l'heretat a Jordi Auset pel període d'un any. Cal destacar que en aquest document es menciona el mal estat del molí i les reparacions que calien fer i que queden recollides en el contracte. «Sobre l'arrendament i cosas devall escritas per i entre Joan Escofet, pagès de Maçanet com a procurador i actuant en nom del sr. Felip de Sorribas i Rovira de una part i Jordi Auset, moliner de Maçanet de part altra, son pactats los capítols següents:
- Primerament és pactat, que lo dit Escofet en dit nom i per temps d'un any, començant a córrer del primer d'octubre vinent en avant, lloga i arrenda a Jordi Auset ad present i baix acceptant, lo moli que dit senyor te en la present vila de Maçanet, juntament amb la meitat de les nous del noguer de dit moli, lo qual arrendament li fa amb pacte, que en lloch de preu o lloguer del moli, haja lo dit Jordi Auset a sos propis gastos fer o fer fer les coses següents: Primerament, mudar totas las fustas de la teulada i tornar-lo cobrir de teula. També fer de nou un corrou i un dau de coure per dit molí. També un volant. Fer nova una aixeta. També que lo hage de conservar bó i molent i fer lo que hi convingui, començant en continent i donar aquellas perfectament, per lo mes de maig primer vinent; i així mateix hage d'adobar tots los forats que hi ha en la bassa des del primer de juny pròxim vinent, fins a la fi de dit arrendament. I tot lo temps que dit moli estarà aturat per adobs, tot aqueix temps anirà afegit en lo arrendament.
- I amb pacta, que en lloc de fermança i seguretat de ditas obras, sia tingut i obligat en posar en ma i poder de dit Joan Escofet, 3 quarteres de segle, quiscun mes de tot lo dit any; començant a deposar per tot lo mes d'octubre 3 quarteres i així respectivament quiscun mes, altres 3 quarteres; les quals hage dit Escofet de retenir, fins que veja que realment, los forats de la bassa i las demes obras s'aniran adobant (anant continuant en fer los dits adobs, vaja lo dit Escofet, restituint, lo blat o segle que haura en son poder. Y en cas que dit moliner, no poses ma en continent als adobs dalt dits, resti en llibertat de dit Escofet, de llevar-li lo dit moli i en dit cas puga disposar del gra o del seu preu per fer fer, los tals adobs en tant quant abastera, lo preu de dit gra.
- També amb pacte que los dits adobs i reparos los haje de fer a satisfacció de dit Joan Escofet i de Josep Escofet, germans.
- Jordi Auset, convé i en bona fe promet los dits pactes i les dues parts s'obliguen al seu cumpliment. Fet a Maçanet el 26 de setembre del 1629».

Vers el 29 de juny del 1645, Felip de Sorribas i Rovira, ven el molí i prat del castell al seu procurador, Llorenç Escofet que al mateix temps és l'amo del molí d'en Costa. Seguidament després de la compra, el fill de Llorenç Escofet, dit Felip Escofet, començà a bastir un altre molí a sobre de l'existent i vers l'any 1668 ven tota l'heretat (molí, prat del castell i hort contigu) a la Universitat de Maçanet. Hem de dir que aquests Escofet, eren els amos del molí d'en Costa. Un seu fill, en Felip Escofet, va començar a construir un altre molí a sobre del ja existent i l'any 1668, decideix vendre tot el molí i el prat del castell, junt amb un hort contigu a la Universitat de Maçanet:
- «Felip Escofet, escrivà de la vila de Maçanet, ara habitant de la vila de Figueres, venc i cedeixo a vosaltres honorables cònsols de la Universitat de dita vila, Miquel Masdevall i Pau Quintà, cònsols lo any present, junt amb, Francese Vilanova, Francese Sunyer, Miquel Cardona, Emmanuel Roura, Damià Cortada i Josep Mas tots del Consell de dita Universitat: Pere Cortada, Pau Olivet, Montserrat Saguer, Ramon Quintà, convidats per dita Universitat; i convocats i congregats en el Reliquier sobre l'església parroquial de St. Martí com és costum. Tot aquell moli, prat i hort de la present vila anomenats, lo moli i prat del castell, amb el moli nou, basses, rec, resclosa i tots els aparells que es troben en dit moli que afronta a l'est, part amb els valls del castell; al sud part amb el camí públic del pont, i part amb la ribera de Frausa; i al nord amb el meu hort que ara us venc. I tot això pel preu de 940, lliures barceloneses. Fet a Maçanet el 20 de març del 1668».

La Universitat de Maçanet, per fer front a aquesta despesa extraordinària, es va veure obligada a hipotecar bona part de les seves retribucions durant sis anys a més de, el mateix dia, arrendà els dos molins, el prat, l'hort, la muntanya de les Vernedes, la de les Salines, i tots els passatges del bestiar a Francese Roger pel període de sis anys:
«Que vos dit Roger, siau tingut i obligat, en adobar lo moli i acabar de fer i perfeccionar, amb tots los arreus que requereix lo començat sobre la bassa de dit moli vell; fer les parets i cobrir aquell segons la traça esta ja feta, be i degudament a tots vostres gastos i a la fi de dits sis anys hajau de deixar i entregar aquells bons i condrets, tant del rec, resclosa com de las ahinas necessarias per a moldre de aquells a coneguda de dos moliners, un per quiscuna de les parts. Tambe amb pacte, que pugau prendre tota l'aigua que discorra per lo riu Major o ribera que ve de Frausa, ahont se acostuma de prendre, per fer anar los molins. Tambe que tots los habitants o terratinents de dita Universitat pugan prendrer l'aigua per regar llurs propietats, tots los dissabtes de quiscuna setmana, des de punta de dia fins entrada de nit, ço es de dia a dia i en los mesos de març, abril, maig i juny, pugan emprivar de dita aigua axi mateix, tots los dissabtes des de la punta de dia fins lo endema diumenge a la punta de dia; i en los mesos de juliol i agost, pugan emprivar l'aigua tots els dissabtes, ço es, lo dissabte des del mati fins al tard, i lo mateix, lo diumenge que sera de dia a dia liberament sens contradiccio de dit Roger. Y tambe los sia licit, als habitants, prendre l'aigua sempre que voldran avisant empero primer a dit Francese Roger, donant-li i pagant-li 6 diners de plata per cada hora tindran dita aigua. Tambe amb pacte que hajau de moldre be i degudament, lo gra, a totes les persones que aportaran gra en dits molins; prenent de multura a rao de 24 una; 90 es de un conta barcelonesa que consisteix en 12 mesurons petits, hajau de prendrer i exigir mig. I així mes o menys a dita rao, segons la quantitat del gra se haura de moldre. Fet a Maçanet el 20 de març del 1668».
Durant els següents dos segles el dos molins es continuen arrendant en períodes d'1 a 3 anys. Canvien el valor de l'arrendament, així com el valor de la moltura que passa a 1/16 i darrerament a 1/12, de la quantitat de farina molta.
En aquest període també es recullen diferents reparacions que el moliner va realitzar com: un bramador nou cada any a la resclosa i una altra en la desviació del rec per regar; repicar les moles i reparar i netejar la resclosa i el rec. Aquestes reparacions eren pagades a mitges, excepte aquelles que fossin molt importants, de les que es faria càrrec la Universitat. D'entre les obligacions que tenia el moliner destaquen el cedir l'aigua per regar tots els dissabtes i haver de tornar a la fi d'arrendament les eines que se l'hi han donat amb el mateix estat (4 pics, 1 perpal, 1 estrenador, 1 pala, 1 ensacador i la caixeta de moldre).
En el moment de cada arrendament, al mateix contracte es transcrivia l'inventari de l'estat del molí, a continuació es transcriu el realitzat l'any 1823:
Inventari del molí de baix de la vila
- banch bo
- dau a mig servei.
- corrou dolent de les puntes.
- cama del rodet o arbre a mig servei.
- 4 anells de l'arbre bons.
- rodet fora de servei.
- sescla del rodet bo
- verga del llevador bona.
- pany, pala i mànec a 3/4 de servei.
- aixeta te de pèrdua una octava part de servei.
- les moles juntes pamades a la vora fan 2 pams, 1/4-1/4.
- el coll-ferro trencat de la pala i dolent de la calçadura.
- la nadilla bona.
- riscla i tremuja se troba a 1/4 de servei.
- una caixa amb pany i clau bona.
- caminals dolents.
- devantal bo
- botarell, barres de lleva, la mola, barra del lIevador, barra de l'ull, torn, cabra i cúrria tot bo
- pala, ensacador i escombra dolents.»

Inventari del molí de dalt de la vila
- banch bo
- dau a 1/4 de servei.
- corrou dolent de les puntes.
- cama del rodet a mig servei.
- 4. anells de l'arbre bons.
- rodet fora de servei.
- sescla del rodet bo
- verga del llevador bona.
- pany, pala i mànec queda a 3/4 de servei.
- aixeta te de pèrdua 1/8 part de servei.
- les moles juntes pamades a la creu, a la farinera, fan 7 quarts i mig.
- el coll-ferro dolent de la calçadura.
- la nadilla bona.
- riscla a mig servei.
- tremuja a mig servei.
- caminals bons.
- davantal i torn dolents.
- barra del llevador i boterell bo
- pala, escombra i ensacador dolent.
- 4, pics, 1 perpal, clau d'estrena i un mall que fan de pes, tots junts 33, lliures (13. Kg.)
- la caixeta de multurar a mig servei».

Vers el 1845 els molins, estaven arrendats a Josep Sot i Olivet i sembla que varen funcionar fins a finals del segle passat. Vers el 1919, l'Ajuntament el va vendre a Joan Pagès Pumarola, i aquest el convertí en residencia particular.